# 二つのすべて
二つのすべて（ふたつのすべて、簡体字: 两个凡是、繁体字: 兩個凡是、拼音: Liǎngge fánshì）は、毛沢東の死後、権力を受け継いだ華国鋒が提唱した政治標語であり、「すべての毛主席の決定は断固守らねばならず、すべての毛主席の指示には忠実に従わなければならない」というものである。1977年2月の『人民日報』、雑誌『紅旗』、『解放軍報』の共同社説に最初に登場した。

## 毛沢東の死と四人組の逮捕
1976年9月9日午前零時、中華人民共和国建国以来、中国の最高指導者として君臨し続けた巨星・毛沢東が82年の生涯を閉じた。
毛の突然の死は、不可避的に巨大な変動の始まりを暗示した。毛の死により中国中央の権力闘争は一段と激しいものになった。「四人組」は江青の党主席ポスト獲得を始め、積極的に巻き返しを図った。
しかし、これを阻止しようとする「反四人組連合」が急速に形成された。華国鋒ら文革派穏健グループ、李先念ら周恩来系の中間派官僚グループ、王震ら復活幹部グループ、葉剣英ら軍長老グループである。この中で葉剣英が、華の後ろ盾（後見人）の役割を担った。
毛の死後一週間目にあたる9月16日「人民日報」は「毛主席は永遠に我々の心の中にある」と題する社説を発表した。ここでは文革路線の継承とそれにふさわしい後継者を定めることが提起され、「既定方針に従い行動せよ。」と唱えられていた。「既定方針」とは「四人組」からのシグナル・ワードであった。10月4日、「光明日報」に梁効（「四人組」のペンネーム）論文「永遠に毛主席の既定方針に従って実践しよう」が掲載された。
これを「四人組」の攻撃間近と受け止めた「反四人組連合」は、10月6日先手を打って反撃に出た。まず中南海の懐仁堂において、王洪文、張春橋、姚文元を逮捕し、江青、毛遠新らを自宅で逮捕した。わずか小1時間で一挙に「四人組」を権力の座から引きずり降ろしたのである。

## 「華国鋒体制」と「二つのすべて」
急速に台頭した華は、これまでの国務院総理に加え、中国共産党中央委員会主席、中国共産党中央軍事委員会主席に就任し、党・行政・軍の三権を独占する指導者となった。毛沢東でさえも三権を独占したことはなく、形の上では毛以上の突出した指導者となった。しかし華のリーダーシップは、脆弱な連合の下に形成されたものだった。しかも、「四人組」のクーデター的な追い落としからも明らかなように、華は正式の手続きを経て権力の継承をしたのではなく、その正統性は弱かった。
ここで彼が依拠したのは、もっぱら「あなたがやれば、私は安心だ」との毛沢東が華に宛てた「遺言」だった。毛思想の忠実な実践者であることが権力移譲の唯一の根拠だった華は、「二つのすべて」の方針を提起した。これに加え、華は「毛主席のイメージを損なうすべての言動を制止しなければならない」というもう一つの「すべて」も語っていた。華にとっては、毛沢東の権威を守ることこそ中国共産党および自らの支配の正統性を維持するための一大事であり、制度改革を口では唱えたものの、従前の政策を大きくかつ速やかに変更する意思も迫力も欠いていた。
二つないし三つの「すべて」がまったくの不合理であったわけではない。1977年1月、周恩来死去一周年の前後に、北京などいくつかの大都市、中都市において大衆が自発的な追悼活動を行った。その際に、第一次天安門事件の名誉回復と鄧小平復活の要求や、大衆を弾圧した中央指導者たちへの強烈な批判のほか、文革に対する批判も出た。華らは、このような事態を重視し、党中央は明確な態度表明をすべきだと考えて「二つのすべて」を打ち出したと言われる。「四人組」の残党との闘争が続く中で、毛沢東の遺訓に従い、万事「既定方針に照らして」行うと明示することによって、権力移行期の大局の安定を確保するとともに、より直接には天安門事件の名誉回復と鄧小平の復活を阻止しようとしたのである。
しかし他方で、長期にわたる経済の停滞、疲弊が深刻化してきており、華は鄧小平が取り組み始めていた経済の再建に華自身のやり方で取り組まざるを得なかった。しかし革命路線の継承と経済建設は、毛沢東と劉少奇との対立、「四人組」と鄧小平との対立が物語るように所詮「水と油」の如く相容れないものであった。華は無謀にもこの矛盾する課題を同時に取り込んで推進しようとしたのである。

## 鄧小平の再登場
革命路線の継承と経済建設の両立に加え、もう一つの難題が間もなく浮上した。鄧小平の再復活問題である。
1976年12月、中共中央は「四人組に反対して迫害を受けた全ての人の名誉の一律回復」を通達した。しかしもし鄧小平が復活すれば権力基盤が未だ固まっていない華にとって重大な脅威になる。上記の通達と同時に華は「毛主席、中共中央、文革に反対する者の名誉回復は断じて許されない」との決定を行い、鄧復活に強く釘を刺した。
しかし情勢は次第に鄧小平待望論を高めていった。こうした状況を注意深く観察しながら、鄧小平はしたたかな手を打った。二度にわたり華に手紙を書き、華主席の「英明・果敢な指導」を絶賛し、華主席を断固擁護すること、自己の誤りは虚心に認めることを伝えた。この手紙で、鄧小平は、本心を巧みにカムフラージュして、「1975年に私が日常業務を主催していた間の欠点や誤りに対する毛主席の教えや批判は誠実に受け入れる」と書くのと同時に、「我々は正しい、全体としての毛沢東思想を用いて、社会主義の事業を前進させなければならない」という表現を用いた。毛沢東の一つ一つの決定や指示をすべて忠実に守ろうとする華に対して、「毛主席にも間違いがある。誤りのない人間はいない」とする鄧小平は、「個々の決定や指示」でなく、「正しい、全体としての毛沢東思想」を守るべしとしたのである。
この結果、鄧小平はこの年7月の党10期三中全会で党副主席、副首相、軍総参謀長の職務に復帰した。これは、華国鋒、葉剣英に次ぐ、ナンバー3の地位であった。
とはいえ復活後の彼は、もはや周恩来存命中のような権力をふるうことはできなかった。今回の失脚は期間こそ僅か1年3か月であったが、その間に中央政界は、毛沢東の死の4ヶ月後に「四人組」逮捕という荒業をやってのけた「英明なる領袖；華国鋒主席」を中心に再編成されてしまったからである。鄧小平の復活直後の8月に開かれた党11会全大会では、主席の華の下、副主席には従来の葉剣英、鄧小平の二人に加え、李先念、汪東興の2人が選出され、鄧小平の力は相対的に弱まった。李先念は古参幹部として、ライバルと言える存在であったし、汪東興は「二つのすべて」派の中心人物であった。
このような状況にあっても、鄧小平の本当の狙いは華の追い落としであった。前述、党10期三中全会で彼は、「毛沢東思想を全面的かつ的確に理解しよう」と題する重要講話を行い、「個々の字句からだけで毛沢東思想を理解してはならない。」「実事求是（事実に基づいて真理を求めること）が特に重要だ」と力説し、華の「二つのすべて」を暗に批判した。

## ジレンマに陥いる「華国鋒体制」
8月中旬に招集された中共第11回全国大会でも、華は文化大革命の継続すなわち毛路線の継承を唱えた。しかし同時に、「革命と建設の新たな段階に入った」として、「四つの近代化」建設を掲げた。1978年2月に開かれた第5期全人代第1回会議でも、華は改めて「四つの近代化」を唱え、「国民経済発展10カ年計画要綱」が採択された。これは1985年までに農業生産を年平均4から5パーセント増、工業生産を10パーセント増とし、鉄鋼基地、石油基地、石炭基地の建設など120の大型プロジェクトを計画し、さらにそれらを先進的な外国技術や外資の積極的な導入によって実現しようとする野心的な経済建設構想であった。
しかし、華はやがて文革路線の継承と「四つの近代化」建設を同時に掲げることのジレンマ、政治重視か経済重視かというジレンマに陥ることになる。文革路線の継承に対しては、反「四人組」キャンペーンと「四人組」裁判とが進展したこと、また党幹部や大衆の文化大革命からの名誉回復が続くことにより、やがて「文化大革命の見直し」と「毛沢東評価」が迫られることになり、その批判の矢が、文革推進者の一人である華自身に及ぶことは確実であった。
鄧小平は、文革見直しと毛沢東評価については、これらが党内の深刻な政治闘争を引き起こしかねないことを察知して、これらの問題を棚上げした。その代わり、華の経済政策に対する批判を前面に押し出した。
華の野心的な経済建設計画は、もともと少ない外資が底をつき、あっという間に行き詰った。しかも中国経済の現実に立脚していなかったため、外国の先進技術の効率的な利用もままならず、大量の経済浪費を引き起こした。鄧小平、陳雲らは華の経済政策を「大躍進」の失敗をもじって、「洋躍進」と批判した。また、1979年から中越戦争が勃発しており、国民経済に多大な負担を強いた。にもかかわらず、さしたる成果も上げることはなかったため、ここでも最高意思決定者たる華が矢面に立たされた。

## 鄧小平の完全復活と「二つのすべて」の否定
このような状況の中で、翌1978年5月、当時、党の理論研究の場である中国共産党中央党校の副校長を兼務していた胡耀邦が、南京大学の哲学教授である胡福明の論文「実践は真理を検証する唯一の基準だ（中国語: 实践是检验真理的唯一标准）」に目をとめた。そして、これを特約評論員の名前で、まず『光明日報』に、次いで『人民日報』と『解放軍報』に掲載させ、毛沢東思想の見直しの問題を提起した。「二つのすべて」派は、これを「毛沢東思想の旗をたおすもの」として攻撃したが、鄧小平にとっては「二つのすべて」派に逆襲するための絶好の理論的根拠を用意するものであった。
ここから彼は、大きくは国全体の脱毛沢東化を進め、直接的には自らを「毛沢東に批判されて失脚したが、誤りを認めて復活を許された幹部」という受け身の立場から脱出させ、政治の主導性を奪還する闘いを始めたのであった。ただし脱毛沢東化といっても、正面から毛沢東を批判するものでなく、あくまで「正しい、全体としての毛沢東思想を守れ」という前述華への手紙の論旨に沿ったものであった。しかし、その後表現はより直截的なものになる。
6月の「全軍政治工作会議での演説」で鄧は、「もしわれわれが過去のいくつかの文献の一字一句をなぞるだけであったら、いかなる問題も解決できない。まして正しく解決するなど及びもつかない。それでは、たとえ口で毛沢東思想を擁護するといくら言ったとしても、実際は毛沢東思想に反するだけである。」として、「二つのすべて」派を攻撃した。このような攻撃は半年余りつづくが、「二つのすべて」派は無視を続けた。まさにその時期、文化大革命による無数の迫害、冤罪といった悲劇を受け、生産の停滞、生活苦にあえぐ境遇の民衆が壁新聞（大字報）やガリ版雑誌、パンフレットなどで声を上げ始めた。これらの声の多くは、文化大革命における冤罪の取消しを求めるもの、政治の民主化を要求するもの、各地の幹部の不正行為を糾弾するものであった。
鄧小平の闘いが党中央工作会議から党11期三中全会へとクライマックスを迎える同年11月から12月にかけて、これらの民衆の声は彼にとって心強い味方となった。会議出席のために北京に集まった地方の幹部は、当時「民主の壁」と呼びならわされていた、西単（シータン）交差点（北京の繁華街である）近くのバス駐車場の長い外壁に貼られた大量の壁新聞と、それに群がる市民と市民によって繰り広げられる討論の輪を目にし、時代の変化を感じ取った（北京の春）。それは会議の方向に大きく影響した。鄧小平の3度目の失脚原因となった第一次天安門事件も、民衆の要求を容れる形で、12月に完全に名誉回復された。
こうして後に「改革開放の起点」とされる中共第11期三中全会では、華国鋒ら「二つのすべて」派は力を失い、「思想解放、実事求是」（事実に即して真理を求める）を掲げる鄧小平の指導権が確立された。この歴史的決定の舞台は、北京中心部の西にある軍事宿泊施設であり、人民解放軍総後勤部所属のホテルである「京西賓館」である。会議の行われた第一会議室には、この歴史的決定を行ったというプレートが掲げてある。